# Special One
Special One è il quattordicesimo album in studio della rock band Cheap Trick, pubblicato nel 2003.

## Tracce
1. Scent of A Woman – 4:48 – (R. Nielsen, T. Petersson, R. Zander)
2. Too Much – 4:42 – (R. Nielsen, T. Petersson, R. Zander)
3. Special One – 4:16 – (R. Nielsen, T. Petersson, R. Zander, B. Carlos, J. Douglas)
4. Pop Drone – 4:43 – (R. Nielsen, T. Petersson, R. Zander)
5. My Obsession – 3:34 – (R. Nielsen, T. Petersson, J. Raymond, R. Zander)
6. Words – 4:53 – (R. Nielsen, T. Petersson, R. Zander)
7. Sorry Boy – 4:25 – (S. Albini, R. Nielsen, T. Petersson, R. Zander, B. Carlos)
8. Best Friend – 4:16 – (R. Nielsen, T. Petersson, R. Zander)
9. If I Could – 3:51 – (R. Nielsen, T. Petersson, R. Zander)
10. Low Life in High Heels – 2:49 – (R. Nielsen, T. Petersson, R. Zander)
11. Hummer – 4:17 – (R. Nielsen, T. Petersson, R. Zander)

## Formazione
- Robin Zander – voce
- Rick Nielsen – chitarre
- Bun E. Carlos – batteria
- Tom Petersson – basso